# Włodzimierz Lechowicz
Włodzimierz Lechowicz (ur. 16 stycznia 1911 w Szczucinie, zm. 26 listopada 1986 w Warszawie) – polski dziennikarz, ekonomista, dyplomata i polityk Stronnictwa Demokratycznego, pułkownik ludowego Wojska Polskiego. Poseł na Sejm Ustawodawczy oraz na Sejm PRL II, III, IV i V kadencji, minister aprowizacji i handlu oraz minister aprowizacji (1947–1948), przewodniczący Komitetu Drobnej Wytwórczości (1961–1970). Od 1933 związany z Komunistyczną Partią Polski i wywiadem sowieckim (Razwiedupr/GRU).

## Życiorys
Po ukończeniu w 1928 gimnazjum w Tarnowie podjął studia polonistyczne na Wydziale Humanistycznym Uniwersytetu Warszawskiego. Ukończył szkołę podchorążych rezerwy piechoty. 
W 1933 z inicjatywy i za pośrednictwem Alfreda Jaroszewicza nawiązał kontakt z Komunistyczną Partią Polski i wywiadem sowieckim. Od 1933 pracownik Samodzielnego Referatu Informacyjnego przy Dowództwie Okręgu Korpusu Nr I w Warszawie. Od końca 1937 kierownik referatu narodowościowo-politycznego zajmującego się m.in. zwalczaniem działalności komunistycznej w wojsku. W latach 1929–1939 działał w ruchu związkowym pracowników umysłowych. Był sekretarzem Stowarzyszenia Urzędników Państwowych i członkiem Prezydium Centralnej Komisji Porozumiewawczej Związków Pracowniczych. Redaktor pisma związkowego „Życie urzędnicze”. Brał udział w tworzeniu Klubów Demokratycznych, a potem Stronnictwa Demokratycznego. Do wybuchu wojny utrzymywał kontakt konspiracyjny z grupą KPP, w której skład wchodzili: Bogusław Henryk Buczyński, Samuel Fogelson, Alfred Jaroszewicz, Stanisław Nienałtowski i Ludwik Ferszt. 
Po agresji III Rzeszy na Polskę znalazł się w Wilnie, które po agresji ZSRR na Polskę i ponad miesięcznej okupacji przez Armię Czerwoną zostało 28 października 1939 przekazane przez ZSRR Litwie. Pracował w Kownie jako spawacz. Po ataku Niemiec na ZSRR przedostał się jesienią 1941 na teren okupacji niemieckiej, do Generalnego Gubernatorstwa. Początkowo zamieszkał pod fałszywym nazwiskiem w rejonie Białej Podlaskiej, gdzie utrzymywał kontakty z komunistyczną konspiracją, m.in. z Franciszkiem Jóźwiakiem. Bogusław Henryk Buczyński „Stefan” skontaktował go z Marianem Spychalskim „Markiem”, szefem Sztabu Głównego Gwardii Ludowej. Od jesieni 1942 działacz podziemnego Stronnictwa Demokratycznego. Nawiązał kontakty z działaczami byłego Związku Walki Wyzwoleńczej, który współtworzył Polską Partię Robotniczą. W listopadzie 1942 w ramach GL powołano Wywiad Gwardii Ludowej, którego pierwszym kierownikiem był Zygmunt Mołojec „Anton”. Później zastąpił go Bogusław Buczyński, a jego w styczniu 1943 – Marian Spychalski. Do końca 1943 roku wydzielono w ramach WGL cztery wydziały zajmujące się wywiadem wojskowym, gospodarczym, politycznym i kontrwywiadowczym (ochrony ogólnej). Kierownikiem wydziału gospodarczego został Alfred Jaroszewicz, a kierownikiem kontrwywiadu Wywiadu Gwardii Ludowej Włodzimierz Lechowicz, już we wrześniu 1943 mianowany na „kapitana GL” o pseudonimie „Zych”. W oparciu o ten wydział zorganizowano w 1944 kontrwywiadowczy „VI Oddział Sztabu Głównego Armii Ludowej”. Całość służb informacyjnych GL-AL pracowała pod ścisłym nadzorem wywiadu sowieckiego.
Jako agent sowiecki działał także w aparacie Delegatury Rządu na Kraj. Na przełomie 1942/43 został z ramienia Stronnictwa Demokratycznego naczelnikiem Wydziału Śledczego Państwowego Korpusu Bezpieczeństwa na m.st. Warszawę wchodzącego w skład Delegatury Rządu (wprowadził tam oficerów delegowanych przez Gwardię Ludową). Kierował również Wydziałem Dywersji Osobowej w Kierownictwie Walki Podziemnej na m.st. Warszawę. Od lipca 1944 zasiadał we władzach Zjednoczenia Demokratycznego. Podczas całego okresu działalności w podziemiu był podwójnie zakonspirowany. Z komunistami kontaktował się bardzo ostrożnie – w formie osobistych spotkań i rozmów z Marianem Spychalskim lub jego zastępcą Bogusławem Buczyńskim, przeciętnie 2–3 razy w miesiącu, lub za pośrednictwem sekretarki Mariana Spychalskiego Stanisławy Sowińskiej, pseudonim „Barbara”. Gdy w Stronnictwie Demokratycznym dokonywał się rozłam na tle stosunku do komunistów, pozostał oficjalnie wśród przeciwników sojuszu z PPR.
Brał udział w powstaniu warszawskim jako żołnierz IV Zgrupowania „Gurt” Armii Krajowej (m.in. w walkach o PAST-ę). Skierowany przez komendanta Państwowego Korpusu Bezpieczeństwa do objęcia Urzędu Śledczego przy ul. Wilczej 35. Uciekł z obozu przejściowego w Pruszkowie, gdzie trafił wraz z ludnością cywilną po powstaniu. Od listopada 1944 do stycznia 1945 przebywał w Krakowie, gdzie dzięki Kazimierzowi Moczarskiemu pełnił funkcję kierownika wydziału redakcyjnego w Biurze Informacji i Propagandy Komendy Głównej AK w Oddziale IV. 
Za potajemną zgodą Władysława Gomułki w 1945 podtrzymywał kontakty z konspiracją akowską. Wspólnie z Kazimierzem Moczarskim i prezesem Zjednoczenia Demokratycznego Zygmuntem Kapitaniakiem podpisał wezwanie do wyjścia z konspiracji i apel o akceptację nowej władzy. 
Od lipca 1945 dyrektor Departamentu Osiedleńczego w Ministerstwie Ziem Odzyskanych kierowanym przez Władysława Gomułkę. W 1947 został posłem na Sejm Ustawodawczy z okręgu Kościerzyna. Wiceprzewodniczący Centralnego Komitetu Stronnictwa Demokratycznego i przewodniczący Rady Gospodarczej SD. Od lutego 1947 minister aprowizacji i handlu, a następnie do 29 września 1948 minister aprowizacji w pierwszym rządzie Józefa Cyrankiewicza.
Od 1947 do 1952 (przy czym w 1948 został aresztowany, lecz nie pozbawiony mandatu poselskiego) był posłem na Sejm Ustawodawczy, reprezentując Stronnictwo Demokratyczne z listy Bloku Demokratycznego.
Aresztowany 13 października 1948 na osobiste polecenie Bolesława Bieruta. 16 października usunięty z szeregów SD. Był osadzony w oddziale XII („A”) więzienia mokotowskiego. W dniach 4–6 lipca 1955 był oskarżony przed Sądem Wojewódzkim w Warszawie i skazany na karę 15 lat pozbawienia wolności z zaliczeniem dotychczasowego okresu tymczasowego aresztowania (kilka dni wcześniej skazany został jego współpracownik Alfred Jaroszewicz). 12 kwietnia 1956 Sąd Najwyższy uznał wyrok za nieprawomocny i uchylił dalsze stosowanie aresztu. Włodzimierz Lechowicz wyszedł na wolność 2 maja 1956. 6 grudnia tego samego roku zrehabilitowany przez Sąd Najwyższy.
Po ponownym przyjęciu do Stronnictwa Demokratycznego został wiceprzewodniczącym Centralnego Komitetu stronnictwa. W latach 1957–1961 redaktor naczelny „Kuriera Polskiego”, gazety SD. W latach 60. związany politycznie z Władysławem Gomułką i Zenonem Kliszką, a potem z frakcją „partyzantów” Mieczysława Moczara. Od 1957 do 1972 był posłem na Sejm PRL II, III, IV i V kadencji, reprezentując Stronnictwo Demokratyczne z jedynej listy Frontu Jedności Narodu.
Od 15 lipca 1961 do 30 czerwca 1970 był przewodniczącym Komitetu Drobnej Wytwórczości w rządach Józefa Cyrankiewicza. W latach 1970–1974 ambasador PRL w Holandii. Był wieloletnim członkiem Rady Naczelnej oraz prezydium Zarządu Głównego Związku Bojowników o Wolność i Demokrację (we wrześniu 1969, a następnie w  maju 1972 powołany na wiceprezesa ZG, w maju 1985 wybrany w skład prezydium Zarządu Głównego ZBoWiD). Pułkownik w stanie spoczynku.
Pośmiertnie opublikowano jego wspomnienia: Będziesz przeklinał ten dzień (1989). Jego żoną była Maria Regent-Lechowicz.
Pochowany z honorami 2 grudnia 1986 na cmentarzu Powązki Wojskowe w Warszawie (kwatera B31-tuje-2). W pogrzebie udział wzięli członkowie kierownictwa SD z przewodniczącym Tadeuszem Witoldem Młyńczakiem oraz ZBoWiD z prezesem Rady Naczelnej prof. Henrykiem Jabłońskim. W imieniu kierownictwa SD zmarłego pożegnał wiceprzewodniczący Centralnego Komitetu SD Kazimierz Modzelewski, a w imieniu środowiska kombatanckiego wiceprezes Rady Naczelnej ZBoWiD Lesław Bartelski.

## Pobyt w więzieniu
Włodzimierz Lechowicz został niespodziewanie zabrany ze swojego mieszkania 13 października 1948 przez funkcjonariuszy Urzędu Bezpieczeństwa, którzy stanowczo kazali mu pilnie stawić się w Ministerstwie Bezpieczeństwa Publicznego. Od tej chwili był więziony przez ponad siedem lat i niemalże bezustannie maltretowany fizycznie i psychicznie, był między innymi podczas przesłuchań bity do nieprzytomności, szykanowany przez strażników pod pretekstem nieprzestrzegania regulaminu, zmuszany do wysiłków fizycznych. Torturami próbowano wymusić na nim przyznanie się do współpracy z Gestapo i do kolaboracji z niemieckim okupantem. Za wszelką cenę chciano uzyskać materiały obciążające Mariana Spychalskiego, a pośrednio Władysława Gomułkę. Włodzimierz Lechowicz nie ugiął się, odwoływał zeznania wymuszone biciem, nie obciążył nikogo. Wiele razy prowadził strajk głodowy przeważnie po to, aby otrzymać swój akt oskarżenia. Na wolność wyszedł 2 maja 1956. W publikacji Będziesz przeklinał ten dzień... [2756 dni okrutnych metod śledztwa] szczegółowo opisuje swój pobyt w więzieniu, formę i sprawy przesłuchań, a także wymienia nazwiska znęcających się nad nim funkcjonariuszy. Była to tzw. sprawa Jaroszewicza-Lechowicza.

## Publikacje
- Włodzimierz Lechowicz, Będziesz przeklinał ten dzień... [2756 dni okrutnych metod śledztwa] (ze wstępem biograficznym Andrzeja Mieczyńskiego). Wyd. Oficyna Literatów „Rój”, Warszawa 1989, s. 156. Seria: Biblioteka Białych Plam. ISBN 83-85049-06-1.

## Odznaczenia
- Order Krzyża Grunwaldu III klasy
- Order Sztandaru Pracy I klasy (1964)[20]
- Krzyż Komandorski Orderu Odrodzenia Polski
- Krzyż Oficerski Orderu Odrodzenia Polski
- Warszawski Krzyż Powstańczy
- Krzyż Partyzancki
- Medal „Za udział w wojnie obronnej 1939” (1981)[21]
- Brązowy Medal „Za zasługi dla obronności kraju” (1967)[22]
- Odznaka 1000-lecia Państwa Polskiego (1966)[23]
- Odznaka honorowa „Za zasługi dla Lubelszczyzny” (1969)[24]
- Złota odznaka Związku Zawodowego Pracowników Gospodarki Komunalnej i Przemysłu Terenowego (1966)[25]